# (464502) 2016 BX75
(464502) 2016 BX75 es un asteroide perteneciente al cinturón de asteroides, descubierto el 23 de octubre de 2008 por el equipo Spacewatch desde el Observatorio Nacional de Kitt Peak (Arizona, Estados Unidos).